# Bristol Taurus
Bristol Taurus byl letecký motor, zážehový vzduchem chlazený přeplňovaný dvouhvězdicový čtrnáctiválec.
Taurus patří mezi nepříliš početnou skupinu leteckých motorů s unikátním šoupátkovým rozvodem Burt-McCollum. Firma Bristol Aeroplane Company byla průkopníkem v praktickém použití tohoto typu rozvodu (resp. spíše šéfkonstruktér jejího motorářského oddělení Roy Fedden), který skýtal oproti klasickému ventilovému rozvodu několik nepřehlédnutelných výhod.
Firma se vývoji leteckých hvězdicových motorů s šoupátkovým rozvodem věnovala již od roku 1927, na základě publikované práce Harry R. Ricarda, FRS (Harry Ralph Ricardo, později Sir Harry, FRS), ve které se věnoval srovnání výkonů a vlastností zkušebních jednoválců s ventilovým a šoupátkovým rozvodem. Vedle několika motorů firmy Bristol (Perseus, Aquila, Taurus, Hercules a Centaurus) byl tento šoupátkový rozvod použit také u motorů Napier Sabre a Rolls-Royce Eagle 22.
Tento typ motoru poháněl letouny Bristol Beaufort a Fairey Albacore (první stroje poháněné motory Taurus II vzlétly během roku 1938). Celková výroba byla kolem 3400 motorů Taurus.

## Základní technická data

### Data společná pro všechny verze motorů Taurus
- Typ: letecký vzduchem chlazený motor, čtyřdobý zážehový dvouhvězdicový čtrnáctiválec, přeplňovaný jednostupňovým jednorychlostním odstředivým (radiálním) kompresorem poháněným převodem od klikového hřídele, vybavený reduktorem
- Vrtání válce: 5 in (127 mm)
- Zdvih pístu: 5 ⅝ in (142,875 mm)
- Zdvihový objem motoru: 1546,25 cu.in. (25 339 cm³)
- Celková plocha pístů: 1773,47 cm²
- Kompresní poměr: 7,2
- Rozvod: šoupátkový
- Převod reduktoru: 2,25
- Mazání: tlakové, se suchou klikovou skříní
- Průměr motoru: 1175 mm
- Délka motoru: 1250 mm

### Bristol Taurus II
- Hmotnost suchého motoru (tj. bez provozních náplní): 589,7 kg
- Předepsané palivo: etylizovaný letecký benzín s oktanovým číslem 87 (podle britské normy DTD 230)
- Výkony:
  - vzletový: 1060 hp (790,4 kW) při 3100 ot/min
  - maximální: 1110 hp (827,7 kW) při 3100 ot/min ve výšce 1219 m

### Bristol Taurus III
- Předepsané palivo: etylizovaný letecký benzín s oktanovým číslem 87 (podle britské normy DTD 230)
- Výkony:
  - vzletový: 935 hp (697,2 kW) při 3300 ot/min
  - maximální: 1060 hp (790,4 kW) při 3300 ot/min ve výšce 4420 m

### Bristol Taurus VI
- Předepsané palivo: etylizovaný letecký benzín 100/130 Grade
- Výkony:
  - vzletový: 1085 hp (809,1 kW) při 3100 ot/min
  - maximální: 1130 hp (842,6 kW) při 3100 ot/min ve výšce 1067 m

### Bristol Taurus XVI
- Převod kompresoru 1÷7,50
- Předepsané palivo: etylizovaný letecký benzín 100/130 Grade
- Výkony:
  - vzletový: 1085 hp (809,1 kW) při 3100 ot/min
  - maximální: 1130 hp (842,6 kW) při 3100 ot/min ve výšce 1067 m